# Tatiana Guderzo
Tatiana ("Tania") Guderzo (Marostica, 22 augustus 1984) is een Italiaans voormalig wielrenster. Ze was actief op de weg en op de baan. Ze werd wereldkampioene op de weg in 2009, Europees kampioene tijdrijden in 2004 (bij de beloften) en vijf keer Italiaans kampioene tijdrijden. Op de baan werd ze Europees kampioene in de ploegenachtervolging in 2016 en 2017.

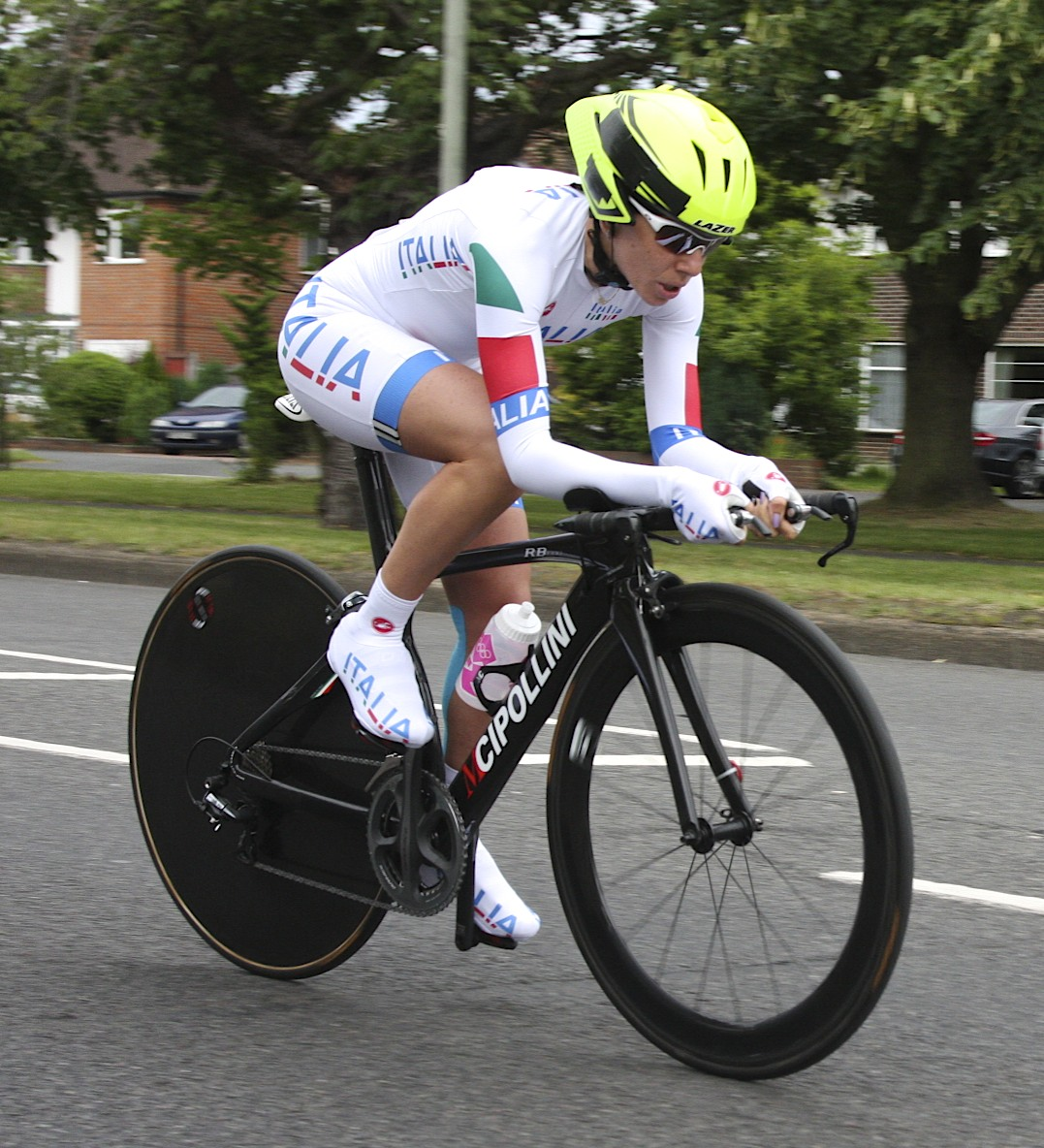
In de Olympische tijdrit 2012.

Guderzo nam namens Italië deel aan de Olympische Zomerspelen 2008 in Peking. Ze won brons op de Olympische wegrit, achter de Britse winnares Nicole Cooke en de Zweedse Emma Johansson. Ze werd 12e in de tijdrit. Vier jaar later nam ze deel aan de Olympische Zomerspelen 2012 in Londen. Ze eindigde op de 30e plaats in de Olympische wegwedstrijd en op de 21e plaats op het onderdeel tijdrijden. Ze nam ook deel aan de Olympische Zomerspelen 2016 in Rio de Janeiro, waar ze 14e werd in de wegwedstrijd; haar landgenote Elisa Longo Borghini won brons.

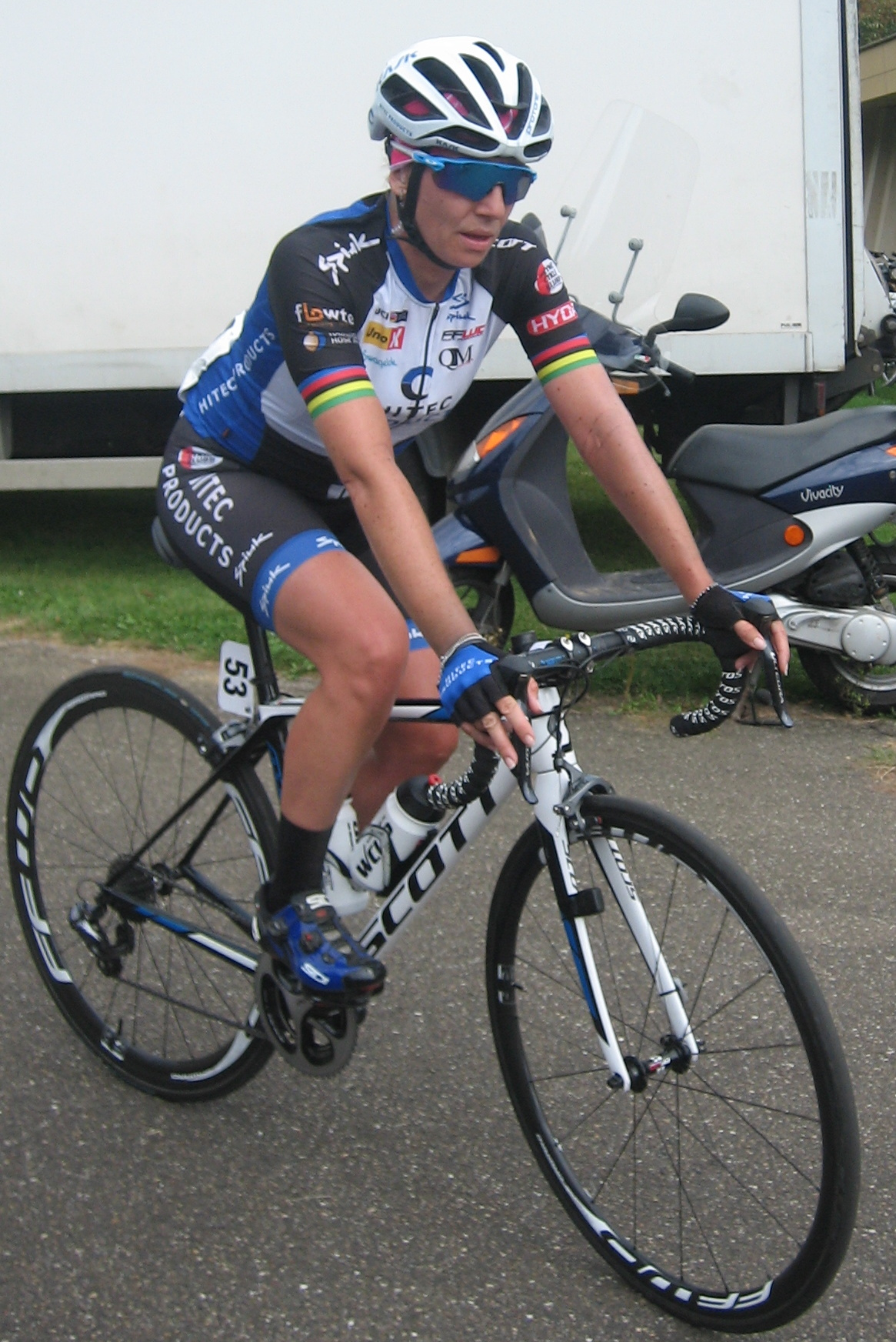
In de Boels Ladies Tour 2016.

In 2007 fietste Guderzo bij de Nederlandse ploeg AA-Drink Cycling Team. Na vier jaar bij de Italiaanse ploeg Alé Cipollini, stapte ze in 2015 over naar de Noorse ploeg Hitec Products. In 2017 kwam Guderzo uit voor Lensworld-Kuota en toen deze ploeg werd opgeheven, keerde ze per 2018 terug naar Hitec. In juni 2018 verliet ze echter de ploeg, omdat Hitec vanwege de hoge onkosten niet meedeed aan de Giro Rosa. Vanaf juli reed Guderzo voor BePink, waarmee ze wel aan de Giro Rosa deelnam. Ook in 2019 kwam ze voor deze Italiaanse ploeg uit. In 2020 stapte ze over naar Alé BTC Ljubljana. In 2022 sloot ze haar carrière af bij Top Girls Fassa Bortolo, de ploeg waar ze haar carrière in 2005 begon.

## Palmares

### Op de weg
2002
- Wereldkampioenschap tijdrijden, junioren

2004
- Europees kampioene tijdrijden, beloften
- Eindklassement Eko Tour Dookola Polski
  - 5e etappe Eko Tour Dookola Polski
- Wereldkampioenschap op de weg
- Italiaans kampioenschap tijdrijden

2005
- Italiaans kampioene tijdrijden
- Europees kampioenschap tijdrijden, beloften

2006
- 2e etappe Emakumeen Bira
- Europees kampioenschap op de weg, beloften
- Europees kampioenschap tijdrijden, beloften
- Italiaans kampioenschap tijdrijden

2008
- Italiaans kampioene tijdrijden
- Italiaans kampioenschap op de weg
- Olympische Spelen, wegrit in Peking

2009
- Wereldkampioene op de weg
- 3e etappe Giro della Toscana
- Italiaans kampioenschap tijdrijden

2010
- Italiaans kampioene tijdrijden
- 10e Wereldkampioenschap tijdrijden

2011
- Italiaans kampioenschap op de weg
- Italiaans kampioenschap tijdrijden

2012
- Italiaans kampioene tijdrijden

2013
- Italiaans kampioene tijdrijden
- 7e etappe Thüringen Rundfahrt
- 6e etappe Holland Ladies Tour

2015
- 1e etappe Tour of Zhoushan Island
- Italiaans kampioenschap tijdrijden

2016
- Italiaans kampioenschap tijdrijden

2017
- Giro dell'Emilia

### Giro d'Italia en klassiekers

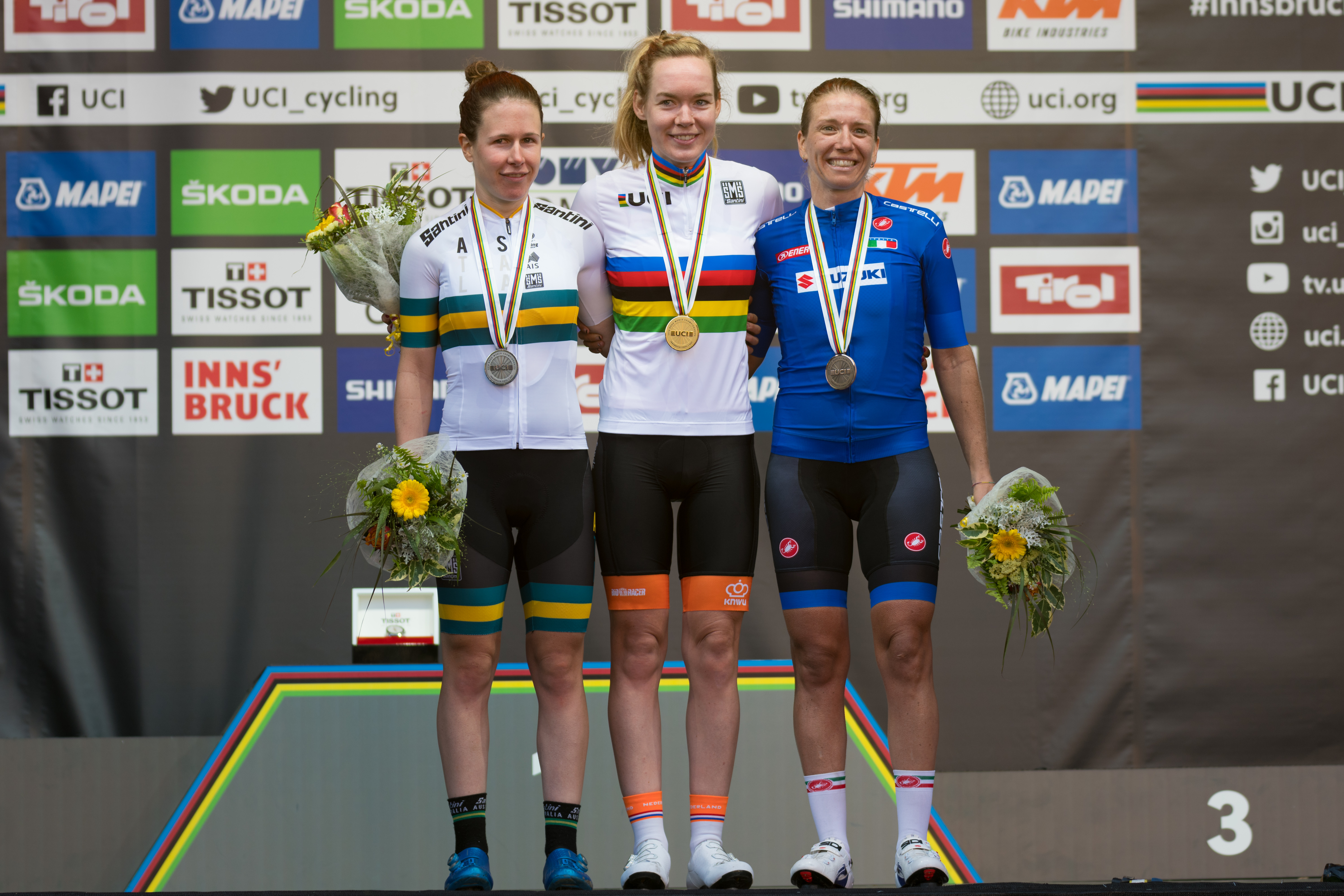
Guderzo won brons op het WK 2018.

Tatiana Guderzo nam vanaf 2006 tot en met 2021 elk jaar deel aan de Ronde van Italië voor vrouwen en finishte tien keer in de top tien, waarvan twee keer op het podium. Ook nam ze vanaf 2003 tot en met 2020 elk jaar deel aan het wereldkampioenschap op de weg; in 2004 won ze zilver op 19-jarige leeftijd, in 2009 won ze de wereldtitel en in 2018 stond ze op 34-jarige leeftijd met een bronzen medaille wederom op het podium.
| Jaar | Ronde van Italië | Ronde van Frankrijk | Ronde van Spanje |
| ---- | ---------------- | ------------------- | ---------------- |
| 2006 | 7e               |                     |                  |
| 2007 | 5e               |                     |                  |
| 2008 | 4e               |                     |                  |
| 2009 | 7e               |                     |                  |
| 2010 | ↑                |                     |                  |
| 2011 | 4e               |                     |                  |
| 2012 | 7e               |                     |                  |
| 2013 | ↑                |                     |                  |
| 2014 | 36e              |                     |                  |
| 2016 | 6e               |                     |                  |
| 2017 | 35e              |                     |                  |
| 2018 | 47e              |                     |                  |
| 2019 | 30e              |                     |                  |
| 2020 | 22e              |                     |                  |
| 2021 | 8e               |                     |                  |

| Jaar | Gent-Wevelgem | Ronde van Vlaanderen | Amstel Gold Race | Luik-Bast.‑Luik | Trofeo Alfredo Binda | Waalse Pijl | Ronde van Emilia |  | WK op de weg |
| ---- | ------------- | -------------------- | ---------------- | --------------- | -------------------- | ----------- | ---------------- |  | ------------ |
| 2003 |               |                      |                  |                 |                      |             |                  |  | 60e          |
| 2004 |               |                      |                  |                 | 15e                  |             |                  |  | ↑            |
| 2005 |               | 38e                  |                  |                 | 5e                   | 31e         |                  |  | 34e          |
| 2006 |               | 89e                  |                  |                 | 10e                  | 38e         |                  |  | 39e          |
| 2007 |               | 63e                  |                  |                 |                      | 15e         |                  |  | opgave       |
| 2008 |               |                      |                  |                 | 28e                  |             |                  |  | 29e          |
| 2009 |               |                      |                  |                 |                      |             |                  |  | ↑            |
| 2010 |               | 34e                  |                  |                 | 9e                   | 7e          |                  |  | 24e          |
| 2011 |               | 81e                  |                  |                 | 19e                  | 9e          |                  |  | 108e         |
| 2012 |               | 25e                  |                  |                 | ↑                    | 29e         |                  |  | 79e          |
| 2013 |               | 53e                  |                  |                 | 27e                  | 37e         |                  |  | 7e           |
| 2014 |               |                      |                  |                 |                      | opgave      |                  |  | 37e          |
| 2015 | 60e           | 69e                  |                  |                 |                      | 49e         | 20e              |  | 62e          |
| 2016 | 88e           | 81e                  |                  |                 | 81e                  | 33e         | 10e              |  | 74e          |
| 2017 | 12e           | 64e                  | 55e              | 91e             | 16e                  | 22e         | ↑                |  | 38e          |
| 2018 | 58e           | opgave               | 52e              | 22e             | 40e                  | 18e         | 4e               |  | ↑            |
| 2019 |               | 36e                  |                  | 25e             | 20e                  | 22e         | 29e              |  | 32e          |
| 2020 |               |                      |                  | 22e             |                      | 85e         | 7e               |  | 45e          |
| 2021 | 81e           | 106e                 | 81e              |                 | opgave               | 71e         |                  |  |              |

### Op de baan
2006

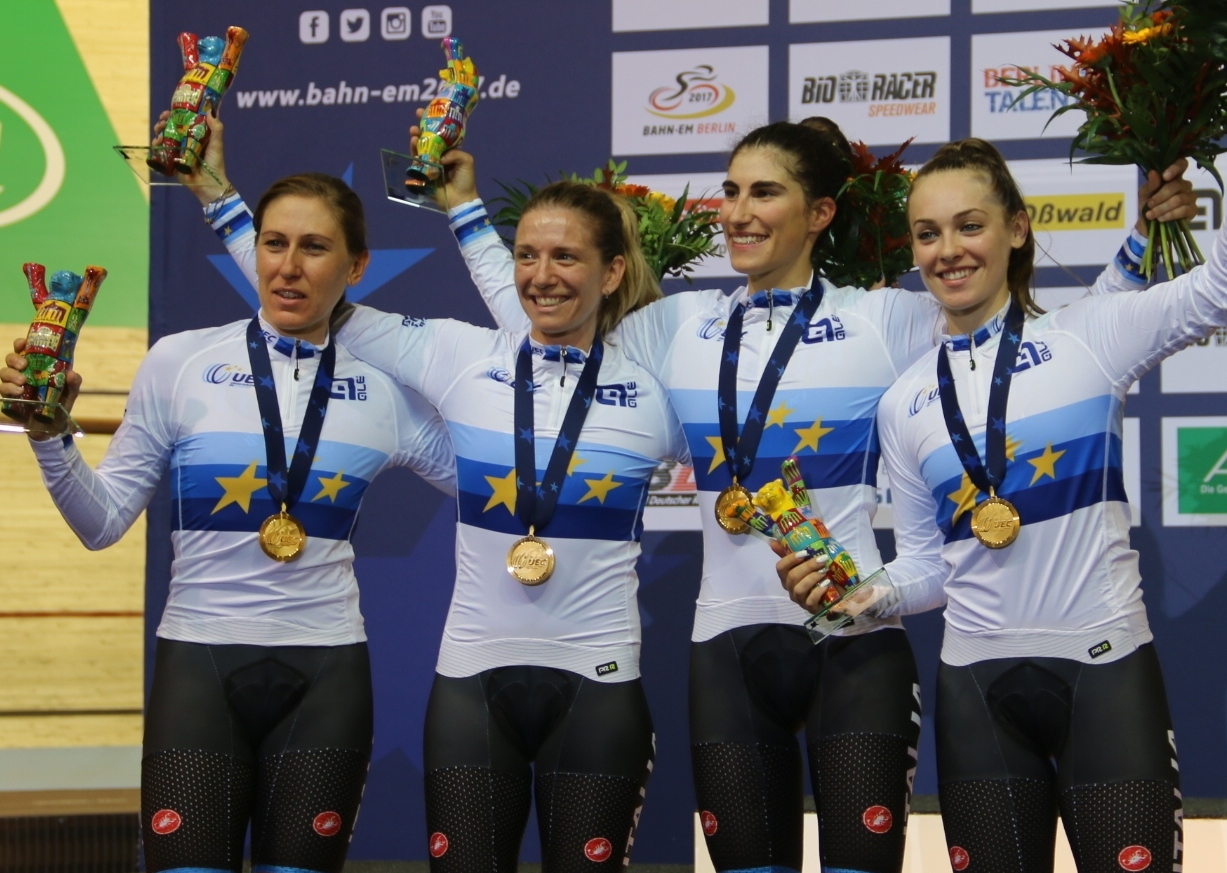
Europese kampioenen 2017.

- Europees kampioenschap, ind. achtervolging (onder 23)

2007
- Italiaans kampioen, ind. achtervolging

2011
- Italiaans kampioen, scratch
- Italiaans kampioenschap, ploegenachtervolging
  - (met Monia Baccaille en Marta Tagliaferro)
- Italiaans kampioenschap, ind. achtervolging

2014
- Italiaans kampioen, ploegenachtervolging
  - (met Beatrice Bartelloni, Elena Cecchini en Marta Tagliaferro)
- Italiaans kampioenschap, ind. achtervolging
- Italiaans kampioenschap, omnium
- Europees kampioenschap, ploegenachtervolging
  - (met Beatrice Bartelloni, Simona Frapporti en Silvia Valsecchi)

2016
- Europees kampioen, ploegenachtervolging
  - (met Simona Frapporti, Silvia Valsecchi en Elisa Balsamo)

2017
- Europees kampioen, ploegenachtervolging
  - (met Silvia Valsecchi, Elisa Balsamo en Letizia Paternoster)

2018
- Wereldkampioenschap, ploegenachtervolging
  - (met Silvia Valsecchi, Elisa Balsamo, Letizia Paternoster en Simona Frapporti)